# Sojusz francusko-rosyjski

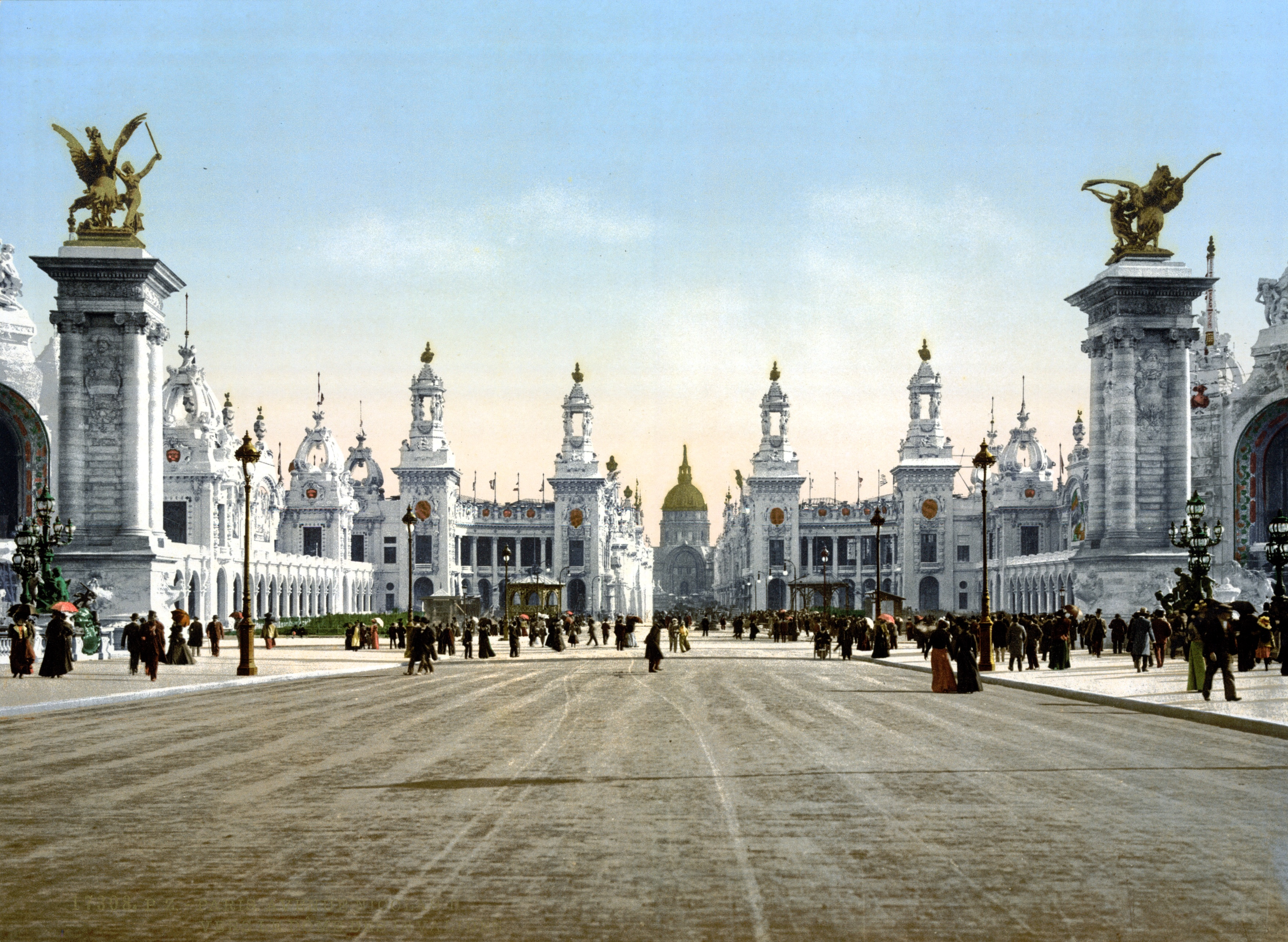
Most Aleksandra III w Paryżu, symbol sojuszu francusko-rosyjskiego

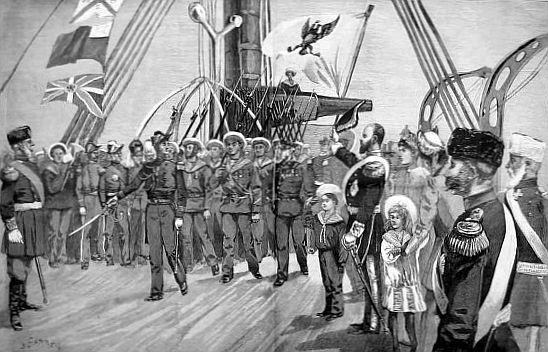
Marine nationale w Kronsztadzie

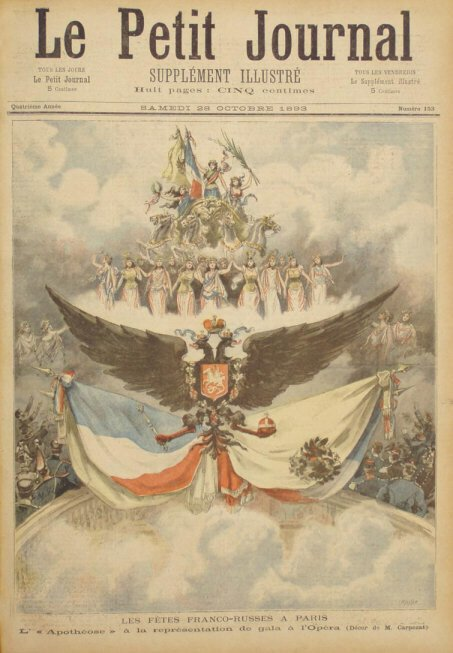
Le Petit Journal z 1893

Sojusz francusko-rosyjski, zwany dwuporozumieniem – tajny sojusz pomiędzy Republiką (III) Francuską a Imperium Rosyjskim, który został zawarty w 1892 roku (sojusz polityczny wszedł w życie w 1894) i przetrwał aż do roku 1917. Miał osłabić pozycję Cesarstwa Niemieckiego, które stanowiło największe zagrożenie dla obu krajów ze względu na chęć dominacji w Europie.

## Historia
Między dotychczasowymi sojusznikami Niemcami i Rosją pojawił się rozłam, głównie z powodu utrudnień w udzieleniu Rosji niemieckiej pożyczki.
W 1882 roku Królestwo Włoch, Cesarstwo Niemieckie oraz Austro-Węgry podpisały trójprzymierze, które sprawiło, że Rosja znalazła się w sąsiedztwie potencjalnie wrogiego sobie sojuszu wojskowego (szczególne zagrożenie stanowiły Niemcy), natomiast Francja przeżywała dyplomatyczną izolację po klęsce w wojnie francusko-pruskiej (1870-1871), a jej pozycja na arenie międzynarodowej znacząco spadła. Zarówno Rosja, jak i Francja uważały trójprzymierze za zagrożenie wojskowe oraz ekonomiczne, a ponadto – co bardzo istotne – nie istniały między tymi państwami sprzeczności co do pożądanych stref wpływów. W związku z tym, mimo politycznych różnic (Francja była republiką, a Rosja monarchią i samodzierżawiem), stosunki pomiędzy obydwoma krajami po roku 1882 gwałtownie się polepszyły.
W 1888 roku Rosja udzieliła giełdzie paryskiej taniego kredytu oraz pożyczki w zamian za przekazanie wojsku rosyjskiemu wiedzy związanej z techniką wojskową. Wzrastał eksport kapitału francuskiego do Rosji. W 1891 roku Marine nationale odwiedziła port w Kronsztadzie, gdzie została ciepło przywitana przez cesarza Aleksandra III. Wówczas po raz pierwszy w Rosji zabrzmiała Marsylianka, która przed 1891 rokiem była pieśnią zakazaną, a jej wykonywanie było przestępstwem. Z kolei strona francuska wysłuchała hymnu Imperium Rosyjskiego Boże, zachowaj Cara!, który w republikańskiej i laickiej Francji był symbolem nieakceptowalnego monarchizmu.
Nowy cesarz niemiecki Wilhelm II po dymisji Kanclerza Rzeszy (cesarstwa) Ottona von Bismarcka (20 marca 1890) obrał nowy kierunek swojej polityki zagranicznej. Tajny traktat reasekuracyjny, podpisany pomiędzy Niemcami a Rosją, kończył się w 1890 roku. Mimo żądań Rosji, aby traktat został ponownie renegocjowany, Cesarstwo Niemieckie nie wyraziło na to zgody.
Francuscy dyplomaci wkładali wiele wysiłku, aby Francja ponownie stała się europejskim mocarstwem. W 1890 roku Francuzi wysłali do Rosji generała Raoula de Boisdeffre’a, który rozpoczął rozmowy na temat możliwości współpracy wojskowej między tymi krajami. Taka współpraca była dla Rosjan korzystna, ponieważ od dawna próbowali uzyskać dostęp z Morza Czarnego do Morza Śródziemnego przez Dardanele i Bosfor. Po przegranej wojnie krymskiej (1853–1856) i niekorzystnych postanowieniach traktatu paryskiego (1856) liczyli, że uda się to osiągnąć dzięki pomocy Francji. Oprócz tego Rosja była w sporze z Wielką Brytanią dotyczącym Persji (Wielka Gra). Francja chciała odzyskać utracone w wojnie francusko-pruskiej Alzację i Lotaryngię, Rosja chciała uzyskać swobodny dostęp do Morza Śródziemnego.
W sytuacji, kiedy Rosję przestały dotyczyć zobowiązania wobec Niemiec, Francja (od czasu wojny francusko-pruskiej przeciwnik Niemiec) 17 sierpnia 1892 roku podpisała z nią sojusz wojskowy. Sojusz francusko-rosyjski miał obowiązywać tak długo, jak istniało trójprzymierze. Niemcy znalazły się w niekorzystnym położeniu pomiędzy tymi dwoma krajami. Konwencja ustalała też liczbę wojsk, która miała zostać wprowadzona do walki: 700–800 tys. żołnierzy przez Rosję i 1,3 mln żołnierzy przez Francję. Była to tylko umowa sztabów wojskowych, czyli istniało niebezpieczeństwo jej niewykonania. Rosja w tym czasie wciąż próbowała uzyskać dostęp do niemieckiego rynku finansowego. Ponieważ go nie otrzymała, zdecydowała się na pełny sojusz z Francją (wojskowy i polityczny). Na przełomie 1893 i 1894 konwencję wojskową podpisali ministrowie spraw zagranicznych obu krajów i nabrała ona charakteru międzypaństwowego. Dodatkowo dzięki niej w następnych latach nastąpiła wzajemna wymiana osiągnięć kultury i sztuki.
Porozumienie francusko-rosyjskie, a następnie angielsko-francuskie (tzw. entente cordiale) i angielsko-rosyjskie doprowadziły do powstania trójporozumienia, w skład którego wchodziła Francja, Rosja oraz Wielka Brytania.
W celu ułatwienia współpracy wojsk RF i IR, tuż przed wybuchem I wojny światowej Rosjanie wybudowali w Bobrujsku potężną radiostację, a Francuzi stację odbiorczą na wieży Eiffla.